# فرار آخر (فیلم ۲۰۰۴)
فرار آخر (انگلیسی: The Last Run) فیلمی آمریکایی به کارگردانی جاناتان سگال محصول سال ۲۰۰۴ است.

## خلاصه داستان
یک حسابدار متوجه می‌شود که دوست‌دخترش او را فریب می‌دهد. او بعد از توصیه دوستش به «فرار» می‌رود تا بتواند با خانم‌های بیشتری بخوابد تا شکست عشقی خود را فراموش کند.

## بازیگران
- فرد سویج[۲]
- ایمی آدامز
- استیون پاسکول[۳]
- آندریا بوگارت
- ارین بارتلت
- ویتو روگینز[۴]
- رابرت رومانوس
- ری بیکر (بازیگر)[۵]
- ابی برمل
- آماندا سویستن
- لیزا آرتورو
- جیلیان بچ
- اینا بارون[۶]
- آنجلا سارافیان